# Біндорф (Мекленбург-Передня Померанія)
Біндорф (нім. Biendorf) — громада в Німеччині, розташована в землі Мекленбург-Передня Померанія. Входить до складу району Росток. Складова частина об'єднання громад Нойбуков-Зальцгафф.
Площа — 40,86 км2. Населення становить 1233 ос. (станом на 31 грудня 2020).

## Галерея

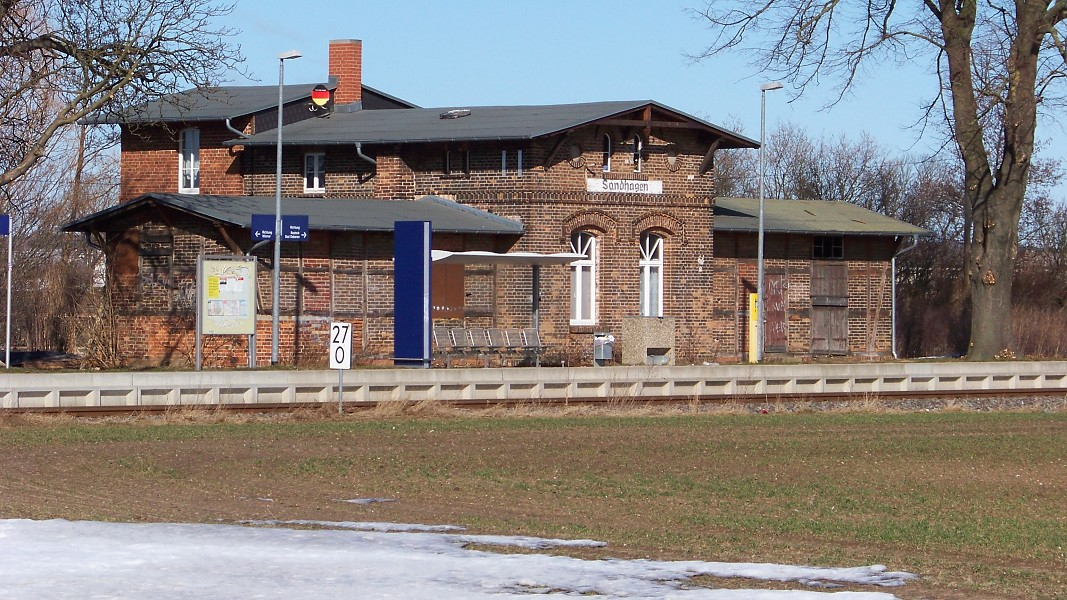